# Bâgé-Dommartin
Bâgé-Dommartin es una comuna nueva francesa situada en el departamento de Ain, de la región de Auvernia-Ródano-Alpes.

## Historia
Fue creada el 1 de enero de 2018, en aplicación de una resolución del prefecto de Ain de 1 de diciembre de 2017 con la unión de las comunas de Bâge-la-Ville y Dommartin, pasando a estar el ayuntamiento en la antigua comuna de Bâge-la-Ville.

## Demografía
| Gráfica de evolución demográfica de Bâgé-Dommartin entre 1800 y 2015 |
|                                                                      |

Los datos entre 1800 y 2015 son el resultado de sumar los parciales de las dos comunas que forman la nueva comuna de Bâgé-Dommartin, cuyos datos se han cogido de 1800 a 1999, para las comunas de Bâgé-la-Ville y Dommartin de la página francesa EHESS/Cassini. Los demás datos se han cogido de la página del INSEE.

## Composición
| Comuna delegada | Código INSEE | Población (2014) | Superficie (km²) | Densidad (hab./km²) |
| --------------- | ------------ | ---------------- | ---------------- | ------------------- |
| Bâge-la-Ville   | 01025        | 3177             | 39.68            | 80                  |
| Dommartin       | 01144        | 888              | 17.19            | 52                  |